# Ruppertshain
Ruppertshain is een plaats in de Duitse gemeente Kelkheim, deelstaat Hessen, en telt 2228 inwoners.

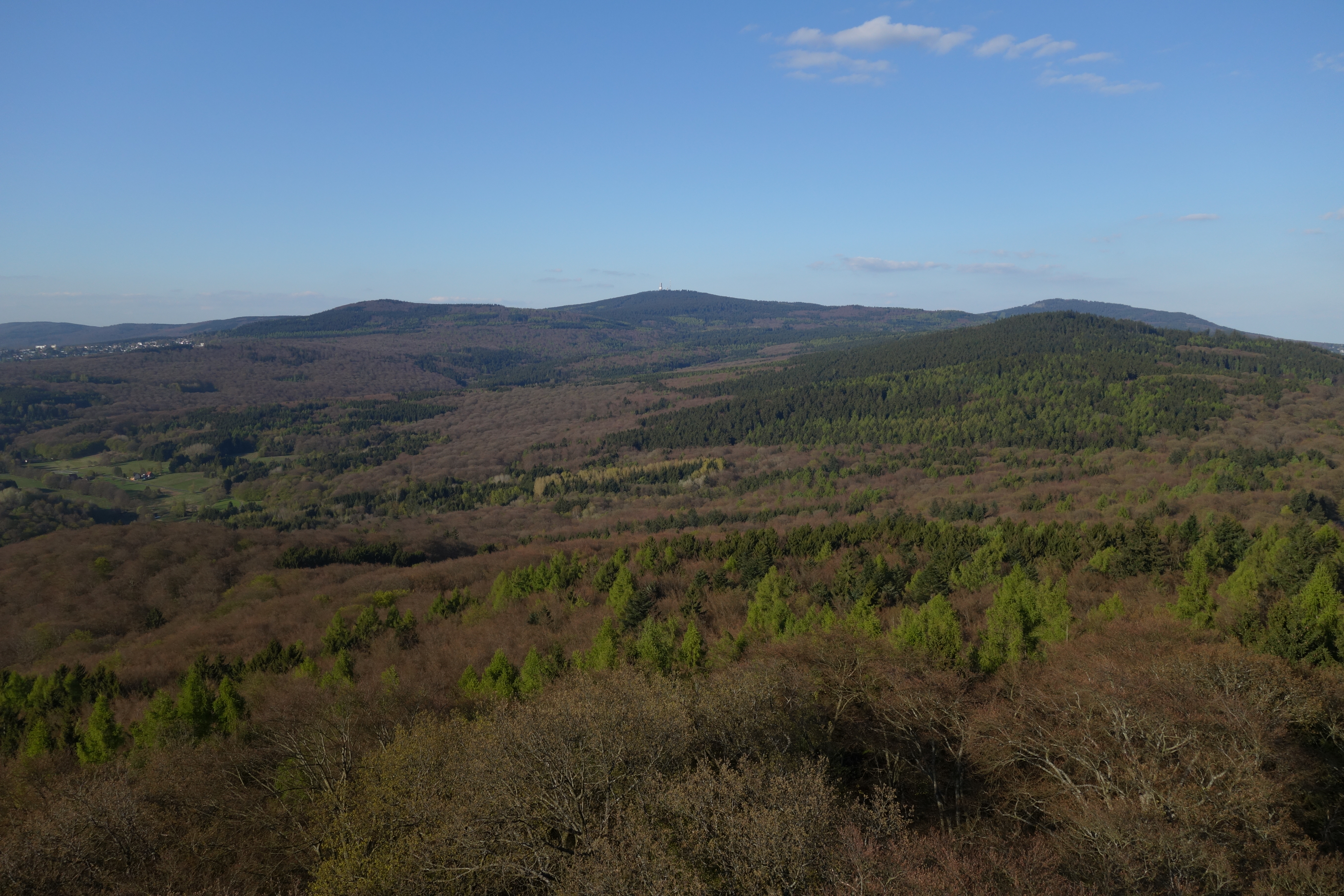
De berg Eichkopf bij Ruppertshain (rechts in het midden) is met 563,3 m het hoogste punt in het district Main-Taunus.